# Мерілебон

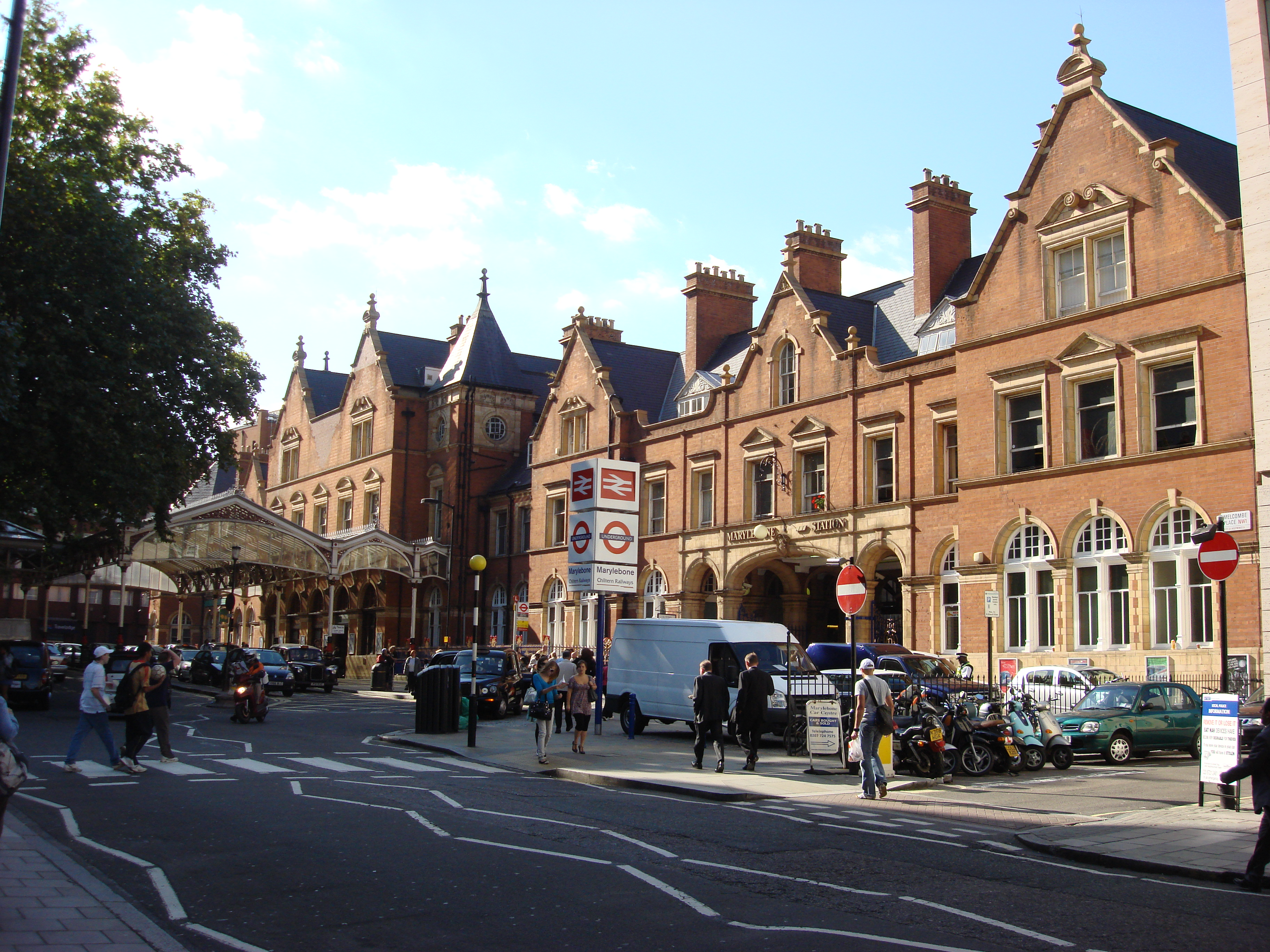
Мерілебонський вокзал

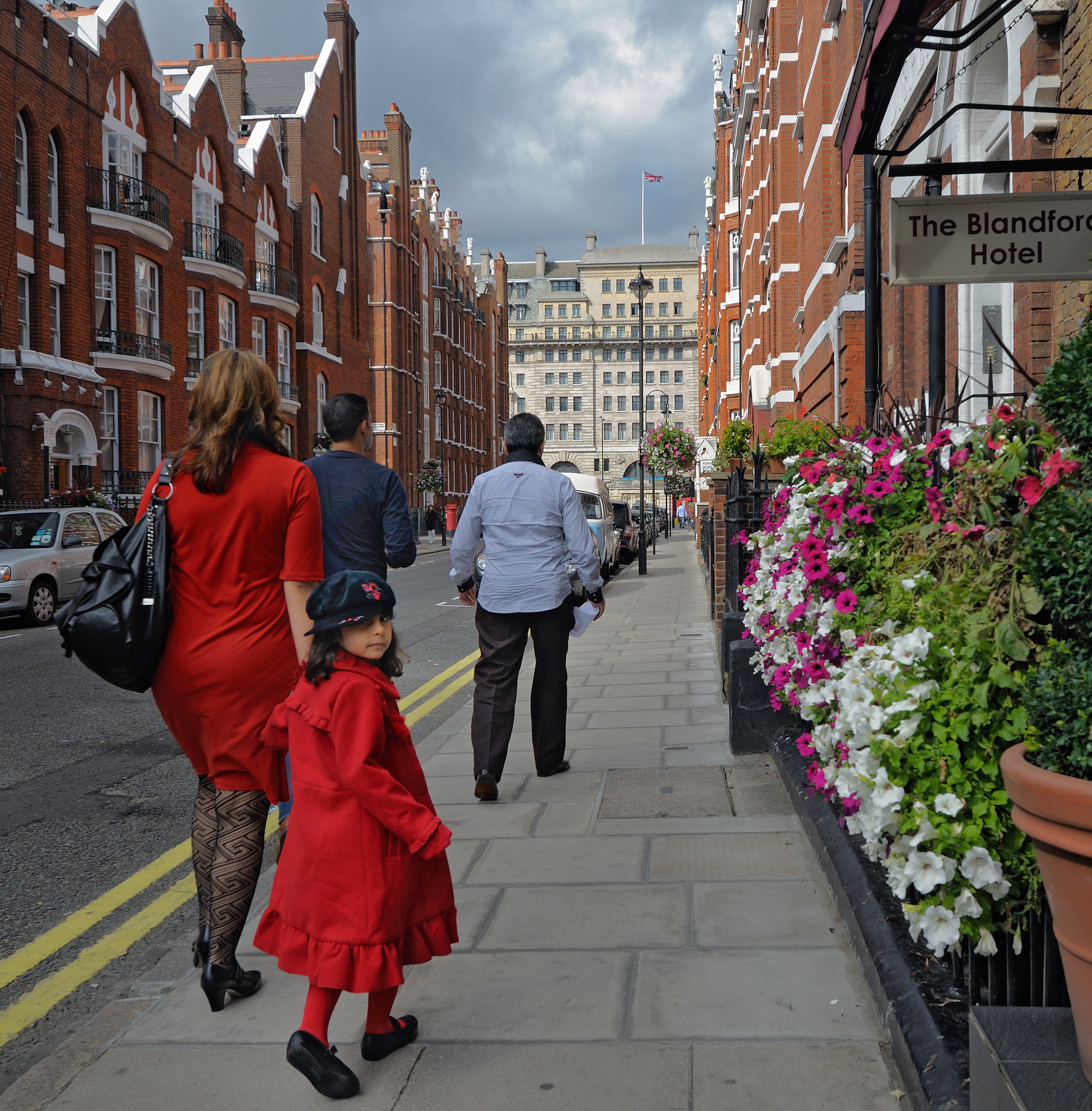
До мадам Тюссо вздовж Чілтерн-стріт

51°31′04″ пн. ш. 0°08′49″ зх. д. / 51.5177° пн. ш. 0.147° зх. д.
Мерілебон (англ. Marylebone) — заможний квартал на півночі Вестмінстера, бере назву від парафіяльної церкви Діви Марії. Забудовувався протягом усього XIX століття. Його обслуговує станція Мерілебон (1899), що має найменший вокзал у Лондоні.
У сучасному розумінні з Мерілебоном межують такі квартали: з півдня — Мейфер, з південного сходу — Сохо, зі сходу — Фіцровія, з північного сходу — Ріджентс-парк, з півночі — Сент-Джонс-вуд, з північного заходу — Кілберн, із заходу — Паддінгтон, з південного заходу — Гайд-парк.
З боку Риджентс-парку кварталом проходить Бейкер-стріт, відома будинком-музеєм Шерлока Холмса та музеєм мадам Тюссо. Інші пам'ятки — Зібрання Воллеса, найстаріша в Британії православна церква і штаб-квартира Бі-Бі-Сі.
Як житловий квартал Марілебоун належить до числа найпрестижніших у Лондоні. У різний час тут жили Пітт Старший, лорд Байрон, Герберт Уеллс, Джон Леннон, Пол Маккартні, Рінго Старр, Йоко Оно та Мадонна.

## Персоналії
- Вілкі Коллінз (1824—1889) — англійський письменник і драматург
- Вірджинія Маккенна (* 1931) — британська акторка
- Розалінд Найт (1933—2020) — британська акторка театру, кіно та телебачення
- Джейн Біркін (* 1946) — англо-французька акторка кіно й театру, попспівачка
- Джоелі Річардсон (* 1965) — британська акторка.